# Стельмаховский, Анджей
Анджей Стельмаховский (пол. Andrzej Stanisław Ksawery Stelmachowski; 28 января 1925, Познань, Польша — 6 апреля 2009, Варшава, Польша) — польский политический и государственный деятель, Маршал сената Польши в 1989 — 1991 годах.

## Биография
Участник Второй Мировой войны.
Окончил юридический факультет Познанского университета.
В 1962—1969 гг. — профессор Вроцлавского университета,
с 1969 г. — профессор Варшавского университета.
В 1980 г. был советником забастовочного комитета на Гданьской судоверфи.
В 1987—1990 гг. — президент Клуба католической интеллигенции.
В 1989—1991 гг. — сенатор и председатель Сената Польши.
В 1991—1992 гг. — министр народного образования.
В 2005 г. вошёл в состав почетного комитета в поддержку Леха Качиньского на президентских выборах.
С 2007 г. — советник президента Польши.
В 1990—2008 гг. — президент Ассоциации «Вспульнота польска» в Варшаве.